# プログラマブルマター
プログラマブルマター（英語: Programmable matter）は、微小な自己組織化ロボットが互いに連携して機能的な要素になる想像上の機械。「プログラム可能な物体」を意味する。

## 概要
個々のナノスケールの自己組織化ロボットが指令によって自己組織化により形状が変化して機能的な要素を構成する。
2008年にインテル・デベロッパー・フォーラムで処理能力を持ち光電池で発電する小さなガラス球のまわりを回転することで、小さな回路を形成するという複数のプログラマブル・マターに関連するいくつかの研究が紹介された。

### 定義の変遷
1990年代前半にはセル・オートマトンのような自己複製装置の意味で使われていたが、1990年代後半には、半導体技術の進化により物理的な特性をプログラムできる可能性が顕在化したことにより、定義が「物理的特性をプログラム可能な大量のもの（any bulk substance which can be programmed to change its physical properties）」へと移り変わった経緯がある。

## 文献
- 脇田玲, 中野亜希人「Rheologic Interaction：流動的プログラマブル・マターを用いたインタラクションデザインの試み」『研究報告ユビキタスコンピューティングシステム（UBI）』2010-UBI-28第17号、2010年10月、1-5頁、NAID 110007995267。
- 中野亜希人, 脇田玲「磁性ゲル形状ディスプレイの開発とインタラクション手法の検討」『情報処理学会論文誌』第54巻第4号、2013年4月、1528-1537頁、ISSN 1882-7764、NAID 110009579568。
- 中野亜希人, 脇田玲「プラトン立体型インタフェースを用いた集合演算による形状パターンの生成」『エンタテインメントコンピューティングシンポジウム2014論文集』第2014号、2014年9月、299-303頁、NAID 170000084941。
- キャンベルTA, ティビッツS, ギャレットB. "プログラマブル材料." 日経サイエンス 45.4 (2015): 70-75.